# Cosmarium angulosum
Cosmarium angulosum là một loài Song tinh tảo trong họ Desmidiaceae, thuộc chi Cosmarium.